# Mieszko
Mieszko – męskie imię pochodzenia słowiańskiego, najprawdopodobniej forma skrócona imienia Miecisław. Imię popularne w dynastii piastowskiej, pierwotnie niewystępujące poza nią i nieposiadające nazewniczych równoważników słowiańskich.
Pierwsze zapisy tego imienia pojawiają się m.in. na denarach bitych prawdopodobnie za czasów panowania Mieszka I lub jego wnuka Mieszka II - znajdują się na nich napisy MISCO lub w innej wersji MTLZCO. Ostatnim jego nosicielem wśród Piastów był Mieszko bytomski, biskup nitrzański i weszpremski.
Mieszko imieniny obchodzi 1 stycznia.

## Etymologia
Pierwszym autorem, który podjął się próby objaśnienia imienia Mieszka, był Jan Długosz.
Po nim też przyjmowano (m.in. Jan Matejko) wyjaśnienie, że jest to zniekształcona forma imienia Mieczysław, lecz imię Mieczysław jest zniekształconą formą imienia Miecisław.
Inną teorię proponował Andrzej Bańkowski, który sugerował (w oparciu o kroniki ruskie i najstarsze zapisy łacińskie i arabskie), że pod łacińskim Mesco kryje się staropolskie Mieżka „ślepiec” (staropolski czasownik „mżeć” znaczył „mieć oczy zamknięte”) i łączył je z legendą, jakoby Mieszko (czy też Mieżka) miał być niewidomy do 7 roku życia („[...]Ten zaś Siemomysł spłodził wielkiego i sławnego Mieszka, który pierwszy nosił to imię, a przez siedem lat od urodzenia był ślepy[...]” – to zdanie z Kroniki Anonima zwanego Gallem należałoby rozumieć jako „[...]nosił to imię, bo przez siedem lat [...] był ślepy).
Z kolei Stanisław Rospond na podstawie analizy źródeł dowodził wtórności zapisu Mesco względem pierwotnego Misco (Miszko lub Myszko, ślad której to formy upatrywał w legendzie o myszach, które zjadły Popiela), jak też i odrzucił ze względów filologicznych i lingwistycznych rekonstrukcję Mieżko, Mieżka (lansowaną przez Andrzeja Bańkowskiego). Na poparcie swojej tezy wskazywał produktywność w nazewnictwie słowiańskim tematów myšk-, mišk-, myš-, miš- (Myszków, Myszkowice itd.), tworzących formy pochodne od imion złożonych zaczynających się na my- lub mi-, takich jak Myślibor, Miłosław, Mironieg, itd., itp. W późniejszym okresie jednak wycofał się z tej hipotezy i twierdził, że jedyną możliwą podstawą Mieszka jako formy skróconej jest imię Miec(i)sław.

## Znane postacie
- Mieszko I (zm. 992) – syn Siemomysła, pierwszy historyczny władca Polski;
- Mieszko Mieszkowic (ur. 978-84, zm. po 992) – jeden z trzech synów Mieszka I i Ody, wygnany z kraju przez Bolesława I Chrobrego;
- Mieszko II Lambert (ur. 990, zm. 1034) – syn Bolesława I Chrobrego, król Polski, następnie książę;
- Mieszko Kazimierzowic (ur. 1045, zm. 1065)  – syn Kazimierza I Odnowiciela, hipotetyczny książę kujawski;
- Mieszko Bolesławowic (ur. 1069, zm. 1089) – syn Bolesława II Szczodrego, polski królewicz, hipotetyczny książę krakowski;
- Mieszko III Stary (ur. 1122-25, zm. 1202) – syn Bolesława III Krzywoustego, linia Piastów wielkopolskich, książę wielkopolski i książę zwierzchni;
- Mieszko I Plątonogi (ur. 1131-46, zm. 1211) – syn Władysława II Wygnańca, linia Piastów śląskich, książę opolsko-raciborski, książę zwierzchni;
- Mieszko Młodszy (ur. 1160-65, zm. 1193) – syn Mieszka III Starego, linia Piastów wielkopolskich, książę kaliski;
- Mieszko II Otyły (ur. ok. 1220, zm. 1246) – syn Kazimierza I opolskiego, linia Piastów śląskich, książę opolsko-raciborski, a także książę kaliski i wieluński;
- Mieszko lubuski (ur. 1223-27, zm. 1242) – syn Henryka II Pobożnego, linia Piastów śląskich, książę lubuski;
- Mieszko cieszyński (ur. 1252-1256, zm. 1314-15) – syn Władysława opolskiego, linia Piastów śląskich, książę raciborski, a następnie cieszyńsko-oświęcimski;
- Mieszko bytomski (ur. 1295-1305, zm. 1344) – syn Kazimierza bytomskiego, linia Piastów śląskich, biskup Nitry, a później Veszprém, joannita, hipotetyczny książę siewierski;
- Mieszko Sibilski ps. Fox (ur. 9 lutego 1983 w Zielonej Górze) – polski raper, wokalista i współzałożyciel zespołu Grupa Operacyjna